# ホーフェルト・ファン・デル・レーウ
ホーフェルト・ファン・デル・レーウ（Govert van der Leeuw、1645年頃 - 1688年）は、オランダの画家、版画の下絵画家である。風景画や動物画を描いた。

## 略歴
ドルトレヒトで生まれた。父親のバスティアーン・ファン・デル・レーウ(Bastiaan van der Leeuw)はかつてヤーコプ・カイプに学んだ画家であった 。弟のピーテル・ファン・デル・レーウ(Pieter van der Leeuw: 1647-1679)も風景画家になった。弟と共に父親から画家の仕事を学んだ後、アムステルダムに移った。オランダ美術史研究所はファン・デル・レーウは1651年にニコラース・ベルヘム(1620-1683)の工房の弟子として画家組合登録されたとしている。その後、1670年ころから国外で働き、パリとリヨンで4年間働き、トリノの宮廷で2年、ローマで1年、ナポリで7年間働き、合わせて14年間の国外で働いた後、アムステルダムに戻った 。
18世紀初めに画家の伝記を出版したアルノルト・ホウブラーケンは国外に出る前にアムステルダムで画家のファン・デル・プラス(David van der Plas)の妹と結婚したとしているが 、オランダ美術史研究所の研究では結婚したのは1684年であり、アムステルダムに戻ったあとであるとしている。ファン・デル・レーウは1670年に画家コルネリス・ブリセ(Cornelis Brisé: c.1622-c.1670)の未亡人とパリで結婚したともされる。
イタリアの画家、ジョヴァンニ・ベネデット・カスティリオーネやルカ・ジョルダーノから影響をうけた風景画を描いた。再び、イタリアで働くのを決意し、別れをつげるためにドルトレヒトの母親を訪ねた時に倒れ、そのまま亡くなった 。